# Casa de Orania
Casa de Orania (neerlandeză  Oranje-Nassau) este numele unei familii nobiliare, care, în prezent, alcătuiesc familia regală din Olanda. Numele de „Orania” este de orgine burgundă. Ducatul de Orania (franceză Orange) devine ulterior „Principatul Orange” în Depresiunea Ronului, care azi se găsește în Franța. De origine olandeză este „Casa Nassau”, care din 1530 a preluat titlul de „prinți de Orania”. După o serie de moșteniri, în anul 1702 devine „Casa Orania-Nassau”, când au avut loc căsătorii și cu Casa de Hohenzollern din Prusia, care au preluat și ei titlul de "prinți de Orania".